# Кристо (Ређо ди Калабрија)
Кристо (итал. Cristò) је насеље у Италији у округу Ређо ди Калабрија, региону Калабрија.
Према процени из 2011. у насељу је живело 32 становника. Насеље се налази на надморској висини од 155 м.